# Early Flight
Early Flight è una compilation dei Jefferson Airplane pubblicata nel febbraio del 1974.

## Brani
L'album contiene brani provenienti dal lati-B di singoli precedentemente pubblicati, e anche brani inediti del 1966-67 e del 1970.

## Tracce
1. High Flyin' Bird (Billy Edd Wheeler) – 2:30
2. Runnin' 'Round This World (Marty Balin, Paul Kantner) – 2:21
3. It's Alright (Kantner, Skip Spence) – 2:15
4. In the Morning (Jorma Kaukonen) – 6:25
5. J.P.P. McStep B. Blues (Spence) – 2:48
6. Go to Her (Kantner, Irving Estes) – 3:58
7. Up or Down (Peter Kaukonen) – 6:18
8. Mexico (Grace Slick) – 2:05
9. Have You Seen the Saucers? (Kantner) – 3:37

Bonus Track 1997
1. Uncle Sam Blues (Trad., arr. Kaukonen) – 5:07

## Formazione
- Signe Toly Anderson — voce (tracce 1, 2, 3)
- Marty Balin — voce (tracce 1, 2, 3, 5, 6, 7, 8, 9)
- Jack Casady — basso (in ogni traccia)
- Joey Covington — batteria (traccia 7); conga e campane (traccia 9)
- Spencer Dryden — batteria (tracce 4, 5, 6, 8, 9, 10)
- Paul Kantner — chitarra ritmica (tracce 1, 2, 3, 6, 8, 9); acustica (traccia 5); voce (tracce 1, 3, 6, 9)
- Jorma Kaukonen — chitarra solista (in ogni traccia); voce (tracce 4, 10)
- Grace Slick — voce (tracce 5, 6, 8, 9); piano (tracce 8, 9)
- Skip Spence — batteria (tracce 1, 2, 3)

Altri musicisti
- Jerry Garcia — chitarra (tracce 4, 5)
- John Paul Hammond — armonica (traccia 4)

Crediti
- Maurice — coordinatore della produzione